# Polystyrene sulfonate
Polystyrene sulfonate là các polyme có nguồn gốc từ polystyrene bằng cách bổ sung các nhóm chức sulfonate. Chúng được sử dụng rộng rãi như các loại nhựa trao đổi ion để loại bỏ các ion như kali, calci và natri khỏi các dung dịch trong các ứng dụng kỹ thuật hoặc y tế.
Polyme ion tuyến tính thường hòa tan trong nước, trong khi các vật liệu liên kết ngang (được gọi là nhựa) không hòa tan trong nước. Các polyme được phân loại như polysalts và ionomers.

## Sử dụng trong y tế

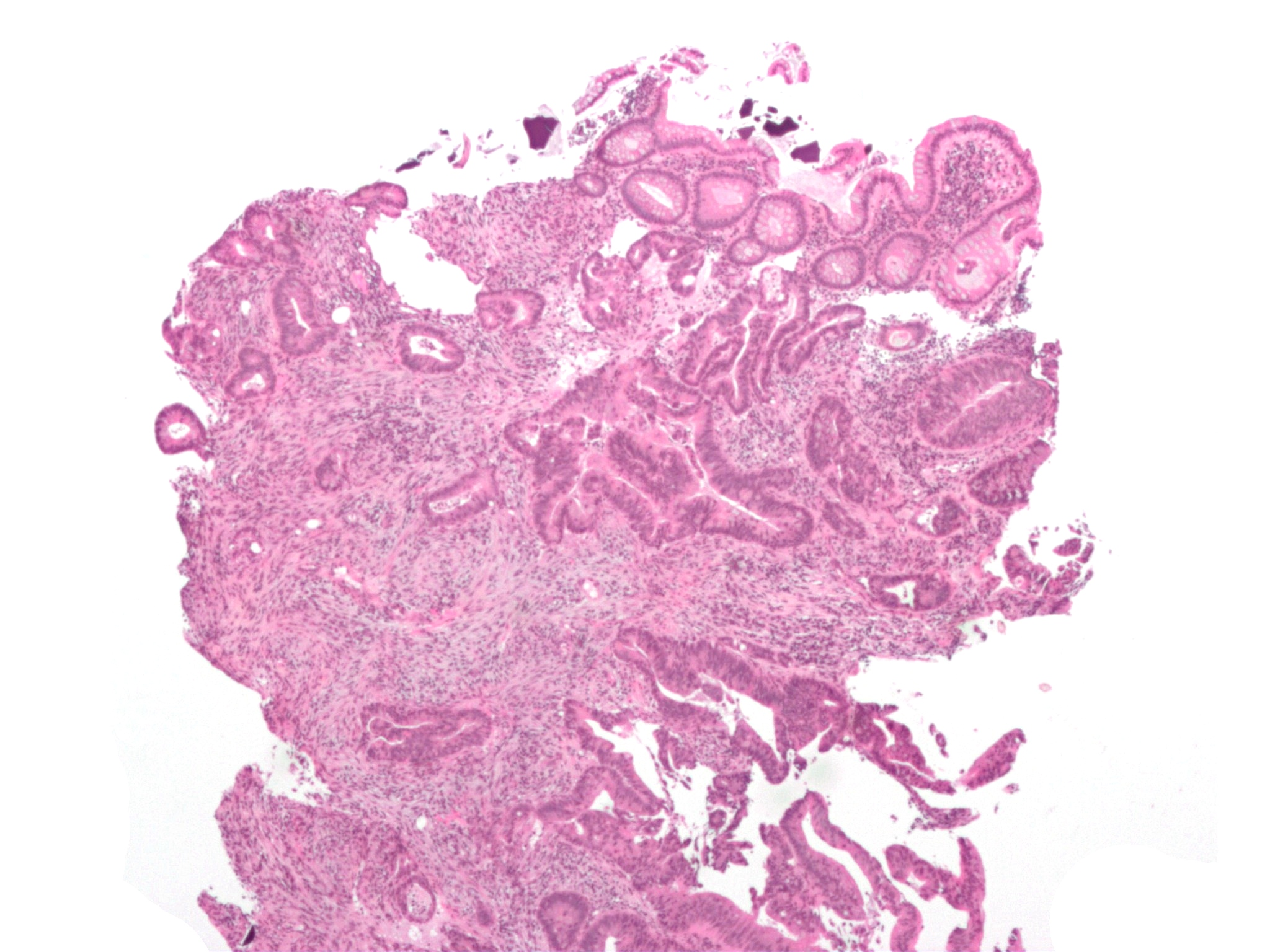
Ảnh vi mô cho thấy tinh thể natri polystyren sulfonate (màu tím - ở trên cùng của hình ảnh) trong sinh thiết của một khối đại tràng. H & E stain.

Polystyrene sulfonate thường được cung cấp ở dạng natri hoặc calci. Nó được sử dụng như một chất kết dính kali trong bệnh thận cấp tính và mãn tính cho những người bị tăng kali máu (nồng độ kali huyết thanh cao bất thường). Tuy nhiên, không rõ liệu nó có lợi về mặt y tế hay không và có mối lo ngại về tác dụng phụ có thể xảy ra khi nó được kết hợp với sorbitol.
Polystyrene sulfonates được cho bằng miệng với một bữa ăn hoặc trực tràng bằng thuốc xổ duy trì.
Dưới cái tên tolevamer, một loại polystyrene sulfonate đã được Genzyme nghiên cứu như là một tác nhân liên kết độc tố để điều trị tiêu chảy liên quan đến Clostridium difficile (CDAD), nhưng nó không bao giờ được bán trên thị trường.

## Chống chỉ định
Thuốc chống chỉ định ở những bệnh nhân mắc bệnh đường ruột tắc nghẽn và ở trẻ sơ sinh bị giảm nhu động ruột.

## Tác dụng phụ
Rối loạn đường ruột là phổ biến, bao gồm chán ăn, buồn nôn, nôn và táo bón. Trong một số ít trường hợp, nó có liên quan đến hoại tử đại tràng. Những thay đổi về nồng độ điện giải trong máu như hypomagnesemia, giảm calci máu, và hạ kali máu có thể xảy ra.

### Tương tác
Polystyrene sulfonate có thể liên kết với các loại thuốc khác nhau trong đường tiêu hóa và do đó làm giảm sự hấp thụ và hiệu quả của chúng. Các ví dụ phổ biến bao gồm lithium, thyroxine và digitalis. Vào tháng 9 năm 2017, FDA đã khuyến nghị tách liều polystyrene sulfonate khỏi bất kỳ loại thuốc uống nào khác ít nhất ba giờ để tránh bất kỳ tương tác tiềm năng nào.
Các trường hợp hoại tử đường ruột đã được báo cáo khi polymer này được kết hợp với sorbitol.

## Cơ chế hoạt động

### Tăng kali máu
Polystyrene sulfonates giải phóng các ion natri hoặc calci trong dạ dày để đổi lấy các ion hydro. Khi nhựa đến ruột già, các ion hydro được trao đổi với các ion kali tự do; nhựa sau đó được loại bỏ trong phân. Tác động ròng là làm giảm lượng kali có sẵn để hấp thụ vào máu và tăng lượng bài tiết qua phân. Hiệu quả là giảm nồng độ kali trong cơ thể.

### Tiêu chảy liên quan đếnClostridium difficile(CDAD)
Tolevamer được thiết kế để liên kết các enterotoxin chứ không phải tấn công trực tiếp Clostridium difficile. Vì nó không có đặc tính kháng sinh, nó không gây hại cho hệ thực vật đường ruột. Các nghiên cứu ban đầu đã sử dụng muối natri, nhưng nó đã sớm được thay thế bằng muối natri kali để ngăn ngừa hạ kali máu, thường liên quan đến tiêu chảy.

## Sản xuất và cấu trúc hóa học
Polystyrene sulfonic acid, axit có muối là polystyrene sulfonate, có công thức lý tưởng hóa (CH 2 CHC 6 H 4 SO 3 H) n. Vật liệu này được điều chế bằng cách sulfon hóa polystyrene:
(CH 2 CHC 6 H 5) n + n   SO 3 → (CH 2 CHC 6 H 4 SO 3 H) n
Một số phương pháp tồn tại cho việc chuyển đổi này, có thể dẫn đến mức độ sulfonation khác nhau. Thông thường polystyrene được liên kết ngang, giữ cho polymer không bị hòa tan. Do nhóm axit sulfonic (SO3H) có tính axit mạnh, nên polymer này trung hòa các base. Theo cách này, các loại muối khác nhau của polymer có thể được điều chế, dẫn đến natri, calci và các muối khác:
(CH 2 CHC 6 H 4 SO 3 H) n + n   NaOH → (CH 2 CHC 6 H 4 SO 3 Na) n + n   H 2 O
Những polymer có chứa ion này được gọi là ionomer.

### Phương pháp sulfonation thay thế
Sự thay thế kép của các vòng phenyl được biết là xảy ra, ngay cả với các chuyển đổi dưới 100%. Phản ứng liên kết ngang cũng được tìm thấy, trong đó ngưng tụ hai nhóm axit sulfonic tạo ra liên kết chéo sulfonyl. Mặt khác, việc sử dụng các điều kiện nhẹ hơn như acetyl sulfate dẫn đến quá trình sulfon hóa không hoàn toàn. Gần đây, sự trùng hợp gốc chuyển nguyên tử (ATRP) của styren sulfonate được bảo vệ đã được báo cáo, dẫn đến các polyme tuyến tính được xác định rõ, cũng như các kiến trúc phân tử phức tạp hơn.

## Lịch sử

### Chấm dứt phát triển tolevamer
Đầu năm 2008, một nghiên cứu không kém so với vancomycin hoặc metronidazole đối với tiêu chảy liên quan đến Clostridium difficile (CDAD) cho thấy khoảng một nửa số bệnh nhân trong nhóm tolevamer không hoàn thành điều trị, so với 25% ở nhóm vancomycin và 29% ở nhóm metronidazole.
Tái phát CDAD ở những bệnh nhân đạt được thành công lâm sàng đã giảm đáng kể khi dùng tolevamer (tỷ lệ tái phát 6%), vancomycin (18%) và metronidazole (19%). Tuy nhiên, kết quả tốt của tolevamer một phần là do tỷ lệ bỏ học cao trong nhóm này.
Vì tolevamer không đạt được điểm cuối chính trong nghiên cứu này, sự phát triển của nó đã bị dừng lại.

## Sử dụng hóa chất
Polystyrene sulfonate rất hữu ích vì tính chất trao đổi ion của chúng.

### Làm mềm nước
Làm mềm nước đạt được bằng cách thấm qua nước cứng thông qua một lớp dưới dạng natri của polystyrene sulfonate liên kết ngang. Các ion cứng như calci (Ca 2+) và magiê (Mg 2+) tuân thủ các nhóm sulfonate, thay thế các ion natri. Dung dịch thu được của các ion natri được làm mềm. 

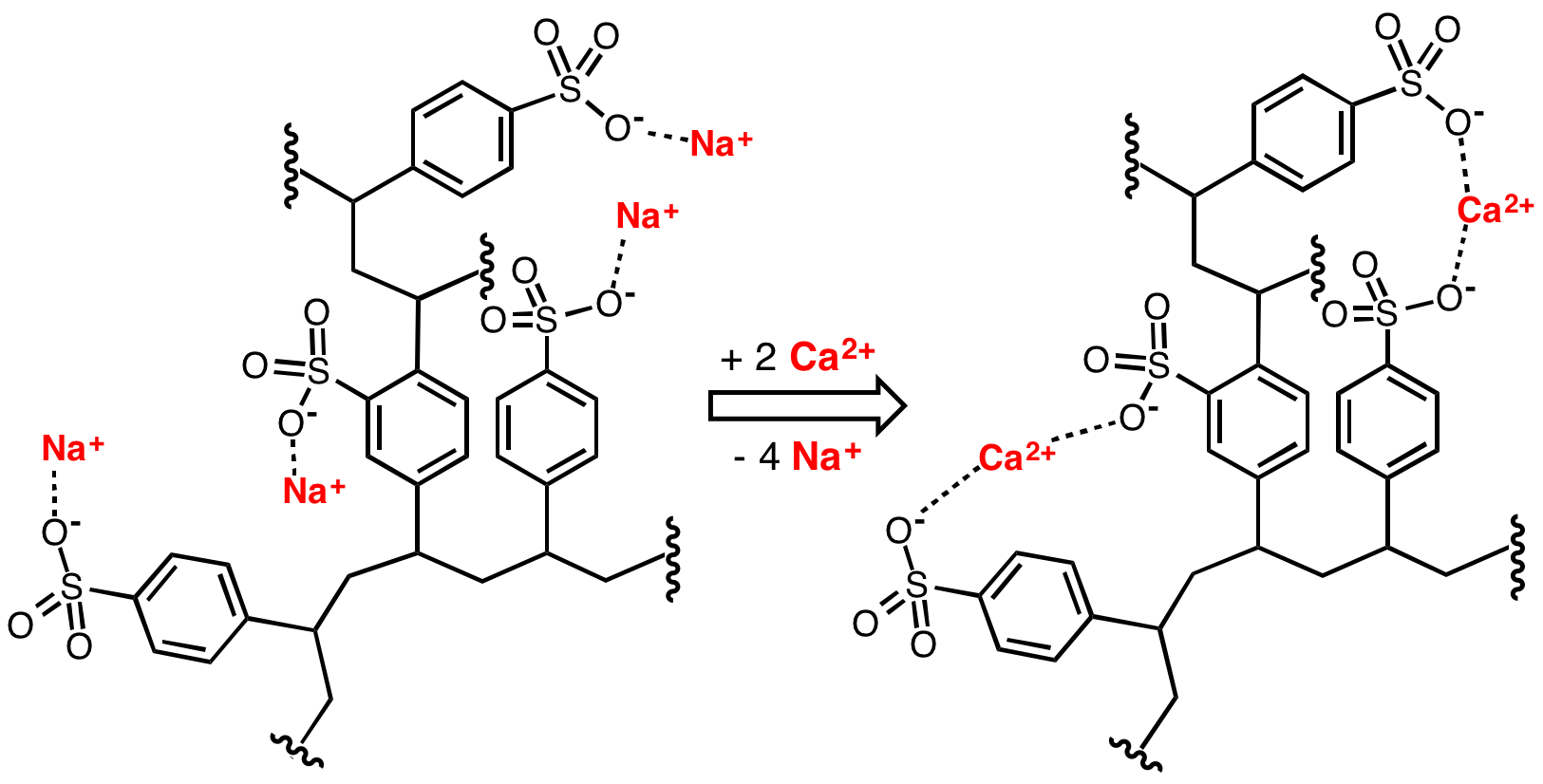
Hình ảnh lý tưởng của quá trình làm mềm nước liên quan đến việc thay thế các ion calci trong nước bằng các ion natri được tặng bởi một loại nhựa trao đổi cation.

### Công dụng khác
Natri polystyren sulfonate được sử dụng làm chất siêu dẻo trong xi măng, làm chất cải thiện thuốc nhuộm cho bông và làm màng trao đổi proton trong các ứng dụng tế bào nhiên liệu. Ở dạng axit của nó, nhựa được sử dụng làm chất xúc tác axit rắn trong tổng hợp hữu cơ.